# 나인룸
《나인룸》은 2018년 10월 6일부터 2018년 11월 25일까지 방영된 tvN 토일 드라마이다.

## 줄거리
희대의 악녀 사형수 장화사와 운명이 바뀐 안하무인 변호사 을지해이, 그리고 운명의 열쇠를 쥔 남자 기유진의 인생리셋 복수극

## 등장 인물

### 주요 인물
- 김희선 : 을지해이 역 - 유진의 연인. 사형수 장화사의 1인 2역. 법무법인 담장의 변호사
- 김해숙 : 장화사 역 (젊은 시절 정유민) - 변호사 을지해이의 1인 2역. [세웅상사]의 경리여직원 출신의 최장기 미결수이자 사형수
- 김영광 : 기유진 역 (아역 이현빈) - 을지해이의 연인. 기산의 유복자. 산해병원 가정의학과 전문의
- 오대환 : 오봉삼 역 - 종운경찰서 형사. 변경되어 교통과 근무

### 을지해이의 주변 인물
- 강신일 : 을지성 역 - 해이의 아버지. 장화사 세코날 살인사건 당시 담당검사
- 정석용 : 강성태 역 - 을지성과는 대학 동기동창인 절친. 교수

### 장화사의 주변 인물
- 김재화 : 감미란(팔팔이) 역 - 4번의 이혼경력을 가진 사기 전과 13범. 장화사와는 교도소 같은 방 식구
- 윤지원 : 송한별(땡칠이) 역 - 장화사와는 교도소 같은 방 식구

### 기유진의 주변 인물
- 민성욱 : 소영철 역 - 운석 오타쿠. 유진의 의대 선배. 청원교도소 의무과장

### 법무법인 담장
- 정원중 : 마현철 역 (젊은 시절 유준홍) - 법무법인 담장의 대표
- 임원희 : 방상수 역 - 법무법인 담장의 1년차 주니어 어쏘 변호사

### SHC 그룹
- 이경영 : 기산 (추영배) 역 (젊은 시절 윤박 (특별출연)) - SHC그룹 회장
- 정제원 : 기찬성 역 - 기산의 외동아들. 효자동 삼거리 횡단보도 보행자 사망사건의 용의자
- 박현정 : 김혜선 역 (아역 김시은) - 기산의 아내. 김종수의 여동생. 효자동 삼거리 횡단보도 보행자 사망사건의 용의자
- 조원희 : 박철순 역 - 안기부 공안 출신의 SHC그룹의 회장실 비서실장
- 손병호 : 김종수 역 - 장화사 세코날 살인사건 당시 종로 경찰서 강력반 형사
- 안석환 : 봉사달 역 - 장화사 세코날 살인사건 당시 부검의. 산해병원 병원장

### 그 외 인물
- 손숙 : 김말분 역 - 장화사의 어머니
- 이종윤 : 황팀장 역
- 김종구 : 기세웅 역 - SHC그룹의 전신인 세웅상사의 창업주
- 김정팔
- 정연주 : 한현희 역
- 박옥출
- 김지성
- 조시내
- 최가인
- 장햇살
- 나세나
- 김유진
- 김도하
- 서혜진
- 배유리 : 허간호사 역
- 류인영
- 한수호
- 오도훈
- 이서
- 변만후
- 유채은
- 김희현
- 김준희
- 조현건
- 정강희
- 정회동
- 명석근
- 엄유진
- 김미영
- 조아라
- 정두겸
- 이주영
- 박병욱
- 성찬호
- 이성용
- 정현석 : 의사 역
- 서광재 : 판사 역
- 차래형
- 한태일
- 양지일 : 박은성 역 - 기찬성의 죽마고우. 박철순의 아들
- 감례인
- 원근희
- 임아영
- 서재희
- 엄태윤 : 병원에서 기유진에게 장난감 총쏘던 아이 역
- 허웅
- 최종남
- 한수호
- 최남욱
- 권혁수
- 한재이 : 에스더 기 역
- 윤희원
- 주동희
- 이태윤
- 김두용
- 박진우
- 유영복
- 정애화
- 최영
- 한여울
- 이지완
- 박선영
- 손영순 : 박연정의 어머니 역
- 정동근
- 김지훈
- 정재훈
- 한혜지
- 신원호 : 땡칠 애인 역
- 나석민 : 호송관 역

### 특별출연
- 조련
- 홍석천 : 홍석천 역
- 박성근 : 이상희 역
- 송윤아 : 사형수 박연정 역
- 박충선 : 판사 역 - 장화사 재심법정

## 촬영지
- 법무법인 담장
- 용마랜드
- 구 장흥교도소
- 국립교통재활병원
- 곤지암리조트
- 전곡항

## 시청률
최저 시청률과 최고 시청률은 시청률 조사회사와 지역별로 시청률에 차이가 있을 수 있습니다.
| 2018년      | 2018년      | 2018년         | 2018년       | 2018년         |
| 회차        | 방송일      | AGB 전국       | AGB 전국     | TNmS 시청률    |
| 회차        | 방송일      | 대한민국(전국) | 서울(수도권) | 대한민국(전국) |
| ----------- | ----------- | -------------- | ------------ | -------------- |
| 제1회       | 10월 6일    | 6.155%         | 7.164%       | 5.7%           |
| 제2회       | 10월 7일    | 5.413%         | 6.260%       | 5.4%           |
| 제3회       | 10월 13일   | 4.785%         | 5.537%       | %              |
| 제4회       | 10월 14일   | 5.602%         | 6.878%       | %              |
| 제5회       | 10월 20일   | 3.464%         | 3.844%       | %              |
| 제6회       | 10월 21일   | 4.531%         | 5.702%       | %              |
| 제7회       | 10월 27일   | 3.862%         | 4.919%       | %              |
| 제8회       | 10월 28일   | 4.226%         | 4.926%       | %              |
| 제9회       | 11월 3일    | 4.041%         | 4.965%       | %              |
| 제10회      | 11월 4일    | 4.384%         | 5.092%       | %              |
| 제11회      | 11월 10일   | 3.516%         | 3.968%       | %              |
| 제12회      | 11월 11일   | 4.643%         | 5.342%       | %              |
| 제13회      | 11월 17일   | 3.071%         | 3.542%       | %              |
| 제14회      | 11월 18일   | 4.653%         | 5.420%       | %              |
| 제15회      | 11월 24일   | 3.744%         | 4.485%       | 3.6%           |
| 제16회      | 11월 25일   | 5.229%         | 5.916%       | 5.3%           |
| 평균 시청률 | 평균 시청률 | 4.457%         | 5.248%       | %              |